# 2019 ve fotografii
Tento článek obsahuje významné fotografické události v roce 2019.

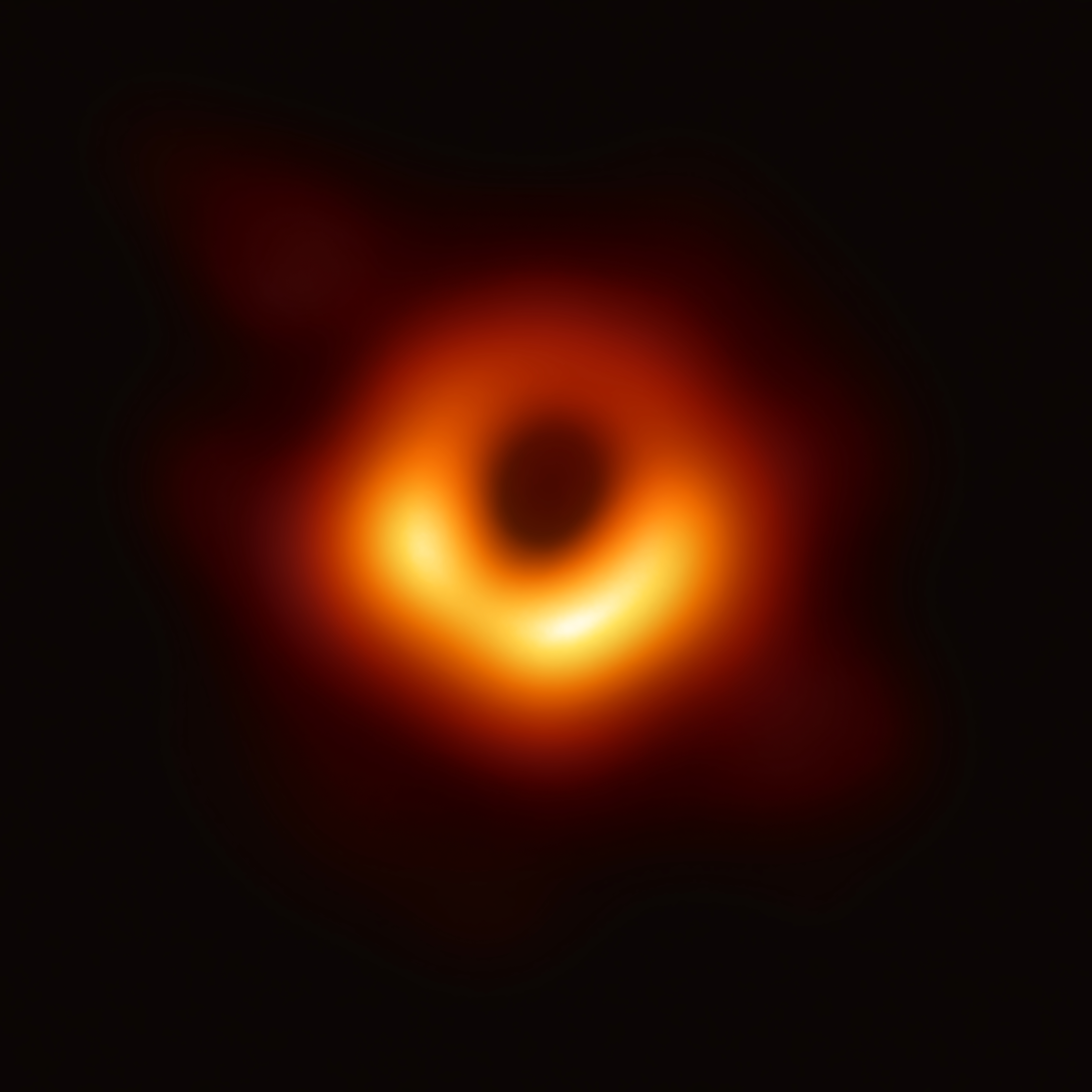
Dne 10. dubna 2019 síť radioteleskopů Event Horizon Telescope zveřejnila první přímý obrázek horizontu událostí supermasivní černé díry v galaxii Messier 87

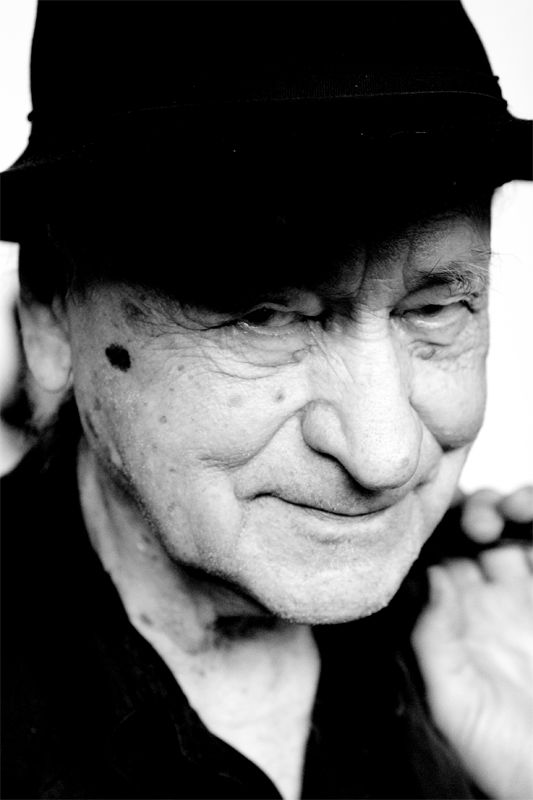
Dne 23. ledna zemřel Jonas Mekas

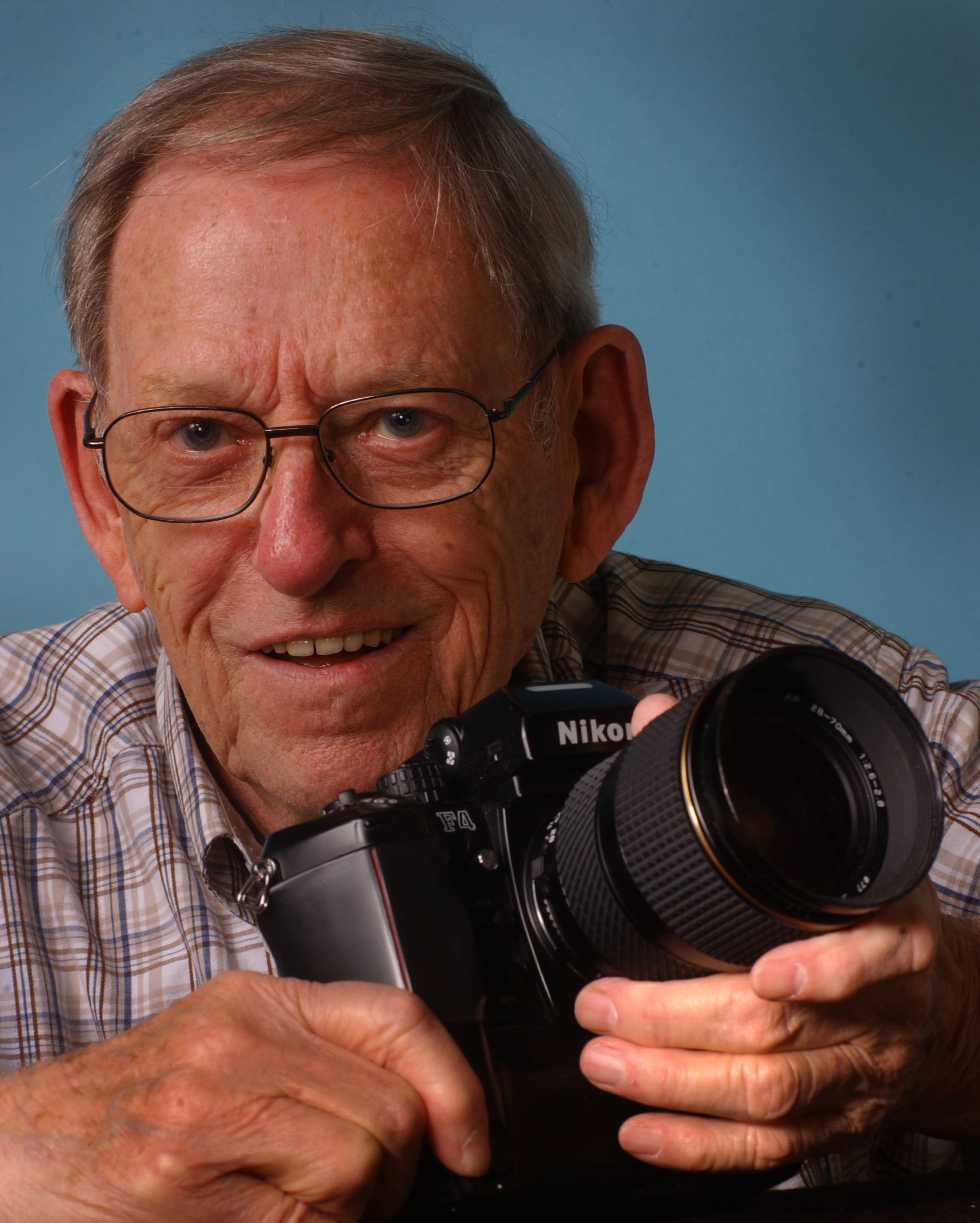
Dne 29. března zemřel Ed Westcott, který dokumentoval Projekt Manhattan

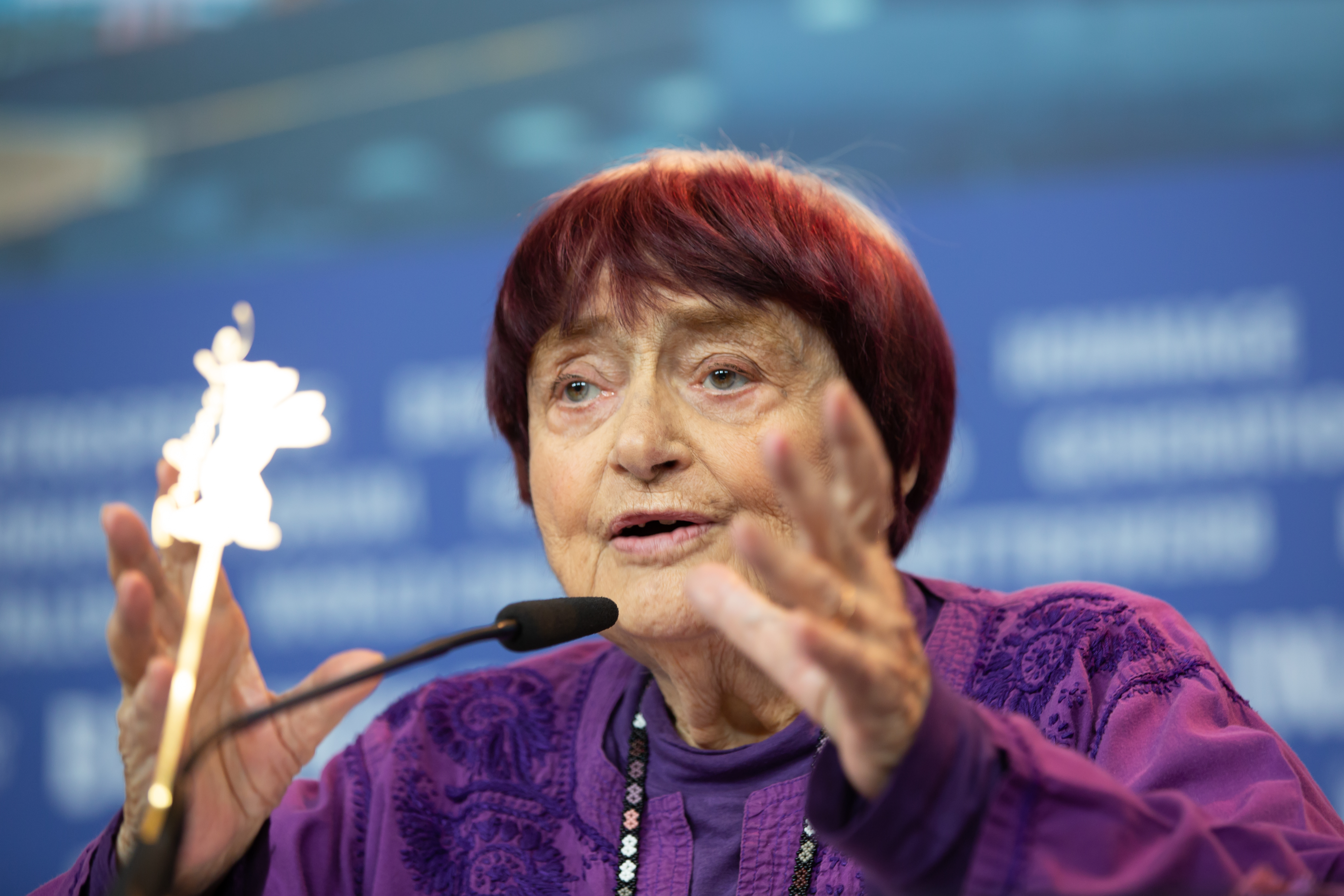
V devadesáti letech zemřela Agnès Varda

## Události

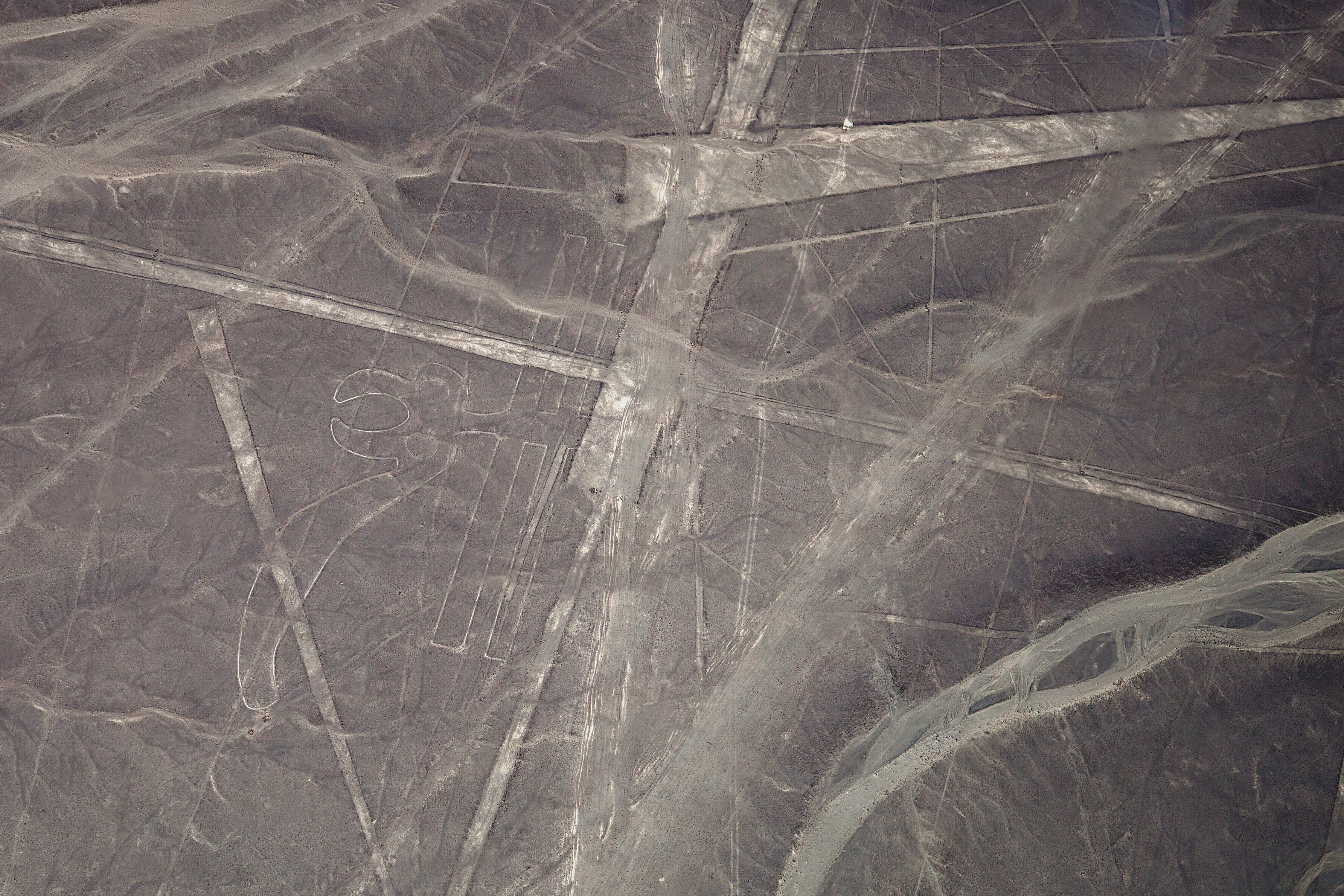
Obrazce na planině Nazca

- Dne 4. ledna 2019 byl vytvořen instagramový účet @world_record_egg, který ve stejný den zveřejnil obrázek vejce zvané Instagramové vajíčko
- Michael Hanke získal na World Press Photo druhou cenu v kategorii Sport, za sérii 10 fotografií z cyklu Nikdy ho neviděli brečet, dokumentující život handicapovaného sportovce Zdeňka Šafránka. Martin Stranka získal na soutěži Sony World Photography Awards první místo v kategorii National Awards.
- Dne 10. dubna síť radioteleskopů Event Horizon Telescope zveřejnila první přímý obrázek supermasivní černé díry v galaxii Messier 87.[1][2][3]

- 15. dubna – Požár katedrály Notre-Dame
- Dne 19. listopadu využitím nejnovějších metod počítačového zpracování obrazu nalezli vědci na družicových záběrech 143 dosud neznámých obrazců na planině Nazca v Peru.[4]

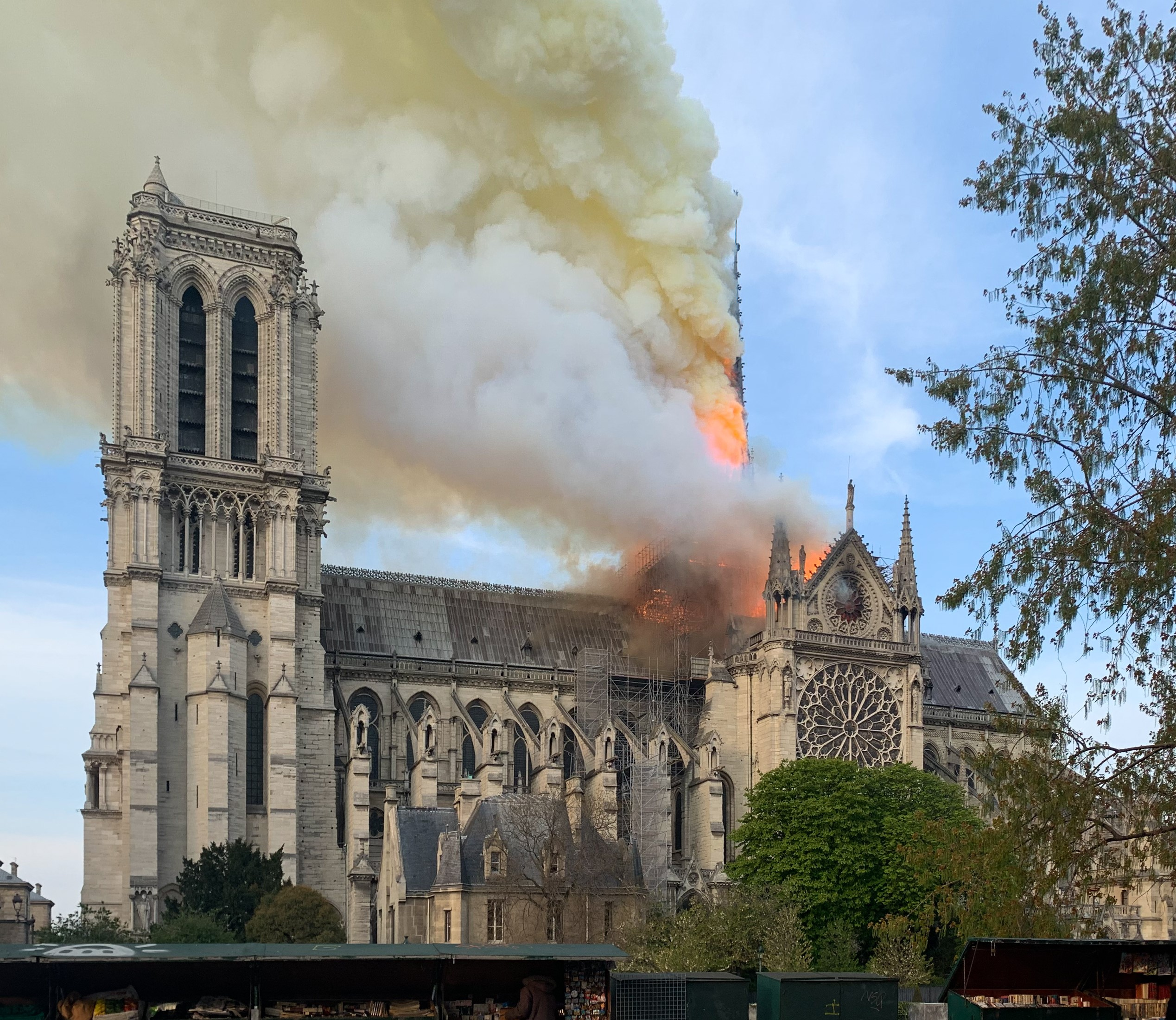
Požár katedrály Notre-Dame

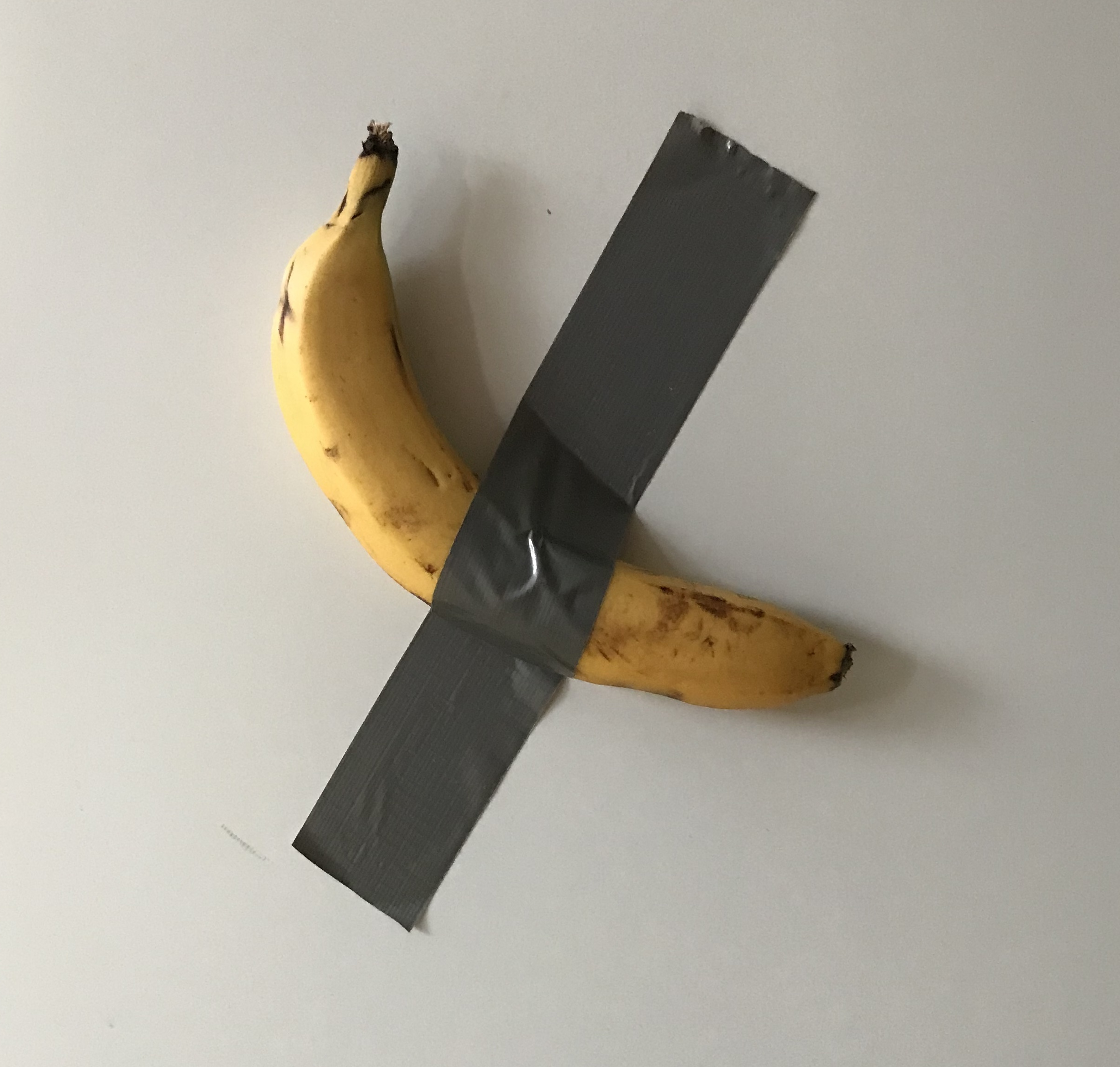
Maurizio Cattelan: Banán přilepený na lednici lepicí páskou jako připomínka abychom jedli méně masa; dílo se prodalo v Miami za 120 tisíc dolarů (2,7 milionů korun), 6. prosince 2019

- Mezinárodní festival fotografie v Lodži, květen
- Prague Photo, duben
- Měsíc fotografie, Bratislava
- Festival ptáků a přírody (Festival de l'oiseau et de la nature) od 13. do 22. dubna 2019
- 56. ročník Mezinárodního fotografického veletrhu Bièvres 1. a 2. června 2019
- 117. kongres Fédération photographique de France, v Aurillacu 30. a 31. května 2019
- 50. Rencontres d'Arles od 1. července do 22. září 2019
- Paris Photo v Grand Palais v Paříži od 7. do 10. listopadu 2019
- 22. Festival international de la photo animalière et de nature, Montier-en-Der, každý třetí čtvrtek v listopadu
- Salon de la photo, Paříž, listopad
- Mois de la Photo, Paříž, listopad
- Visa pour l'image, Perpignan, začátek září
- Nordic Light, Kristiansund, Norsko
- 33. kongres FIAP, Turecko

## Ocenění
- Czech Press Photo – Lukáš Bíba za snímek Demonstrace na Letné proti Babišovi.[5]
- World Press Photo – John Moore za snímek plačící honduráské holčičky, jejíž matku kontrolují američtí pohraniční úředníci, (imigrační politika Donalda Trumpa), McAllen, Texas (fotografie).[6]
- Prix Niépce – Raphaël Dallaporta[7]
- Cena Henriho Cartier-Bressona – Mathieu Pernot (Francie), za projekt Le Grand Tour
- Prix Nadar – Miho Kajioka, za So it goes, the(M) éditions en coédition avec Ibasho.[8]
- Prix de photographie de l'Académie des beaux-arts –
- Prix HSBC pour la photographie – Dominique Teufen a Nuno Andrade[9][10]
- Prix Bayeux-Calvados des correspondants de guerre – Patrick Chauvel za svou práci v Sýrii, kterou zveřejnil Paris Match[11]
- Prix Carmignac Gestion du photojournalisme – Tommaso Protti[12]
- Prix Roger Pic – Denis Dailleux za sérii In Ghana – We shall meet again a Tomas van Houtryve za sérii Lines and Lineage
- Prix Lucas Dolega – Javier Arcenillas[13]
- Prix Canon de la femme photojournaliste – Anush Babajanyan
- Prix Picto –
- Prix Tremplin Photo de l'EMI – ?
- Prix Voies Off –
- Prix Révélation SAIF –
- Cena Oskara Barnacka – Mustafah Abdulaziz za sérii Water (Voda)[14], USA
- Prix Leica Hall of Fame – Walter Vogel
- Cena Ericha Salomona – Stephanie Sinclair
- Cena za kulturu Německé fotografické společnosti – Helga Parisová
- Cena Hansely Miethové – Jan Christoph Wiechmann (text) a Federico Rios (fotografie)[15]
- Zeiss Photography Award – Rory Doyle
- Sony World Photography Awards[16]
  - Martin Stranka, National Awards 1. místo, Česko
  - Radoslav Černický, National Awards, vítěz, Slovensko[17]

- Cena Ansela Adamse – Tim Palmer[18]
- Cena W. Eugena Smithe – Yael Martínez[19]
- Pulitzerova cena
  -  Pulitzer Prize for Breaking News Photography – fotografie zpravodajské agentury Reuters (Spojené království) za poutavý a děsivý vizuální popis naléhavosti, zoufalství a smutku migrantů, kteří cestují z Jižní Ameriky a Střední Ameriky do Spojených států. Tuto zprávu nazvali On the Migrant Trail to America (Na cestě migrantů do Ameriky), a na sérii se podílelo 11 fotografů z agentury: Mike Blake, Lucy Nicholson, Loren Elliott, Edgard Garrido, Adrees Latif, Goran Tomasevic, Kim Kyung Hoon, Alkis Konstantinidis, Carlos Garcia Rawlins, Carlos Barria a Ueslei Marcelino.[20]
  -  Pulitzer Prize for Feature Photography – Lorenzo Tugnoli (Itálie), za svou reportáž Tragický hladomor v Jemenu.[21]
- Zlatá medaile Roberta Capy – bude oznámeno asi v dubnu 2020
- Cena Inge Morath – Alex Potter za Once a Nation, finalistky Kimberly dela Cruz, Tamara Merino a Ioanna Sakellaraki
- Infinity Awards – Rosalind Fox Solomonová, Dawoud Bey, Jess T. Dugan, Zadie Smith
- Lucie Awards – Jay Maisel, Stephen Shore, Edward Burtynsky, Zanele Muholiová, Maggie Steber, Ellen von Unwerth, Annie Leibovitz, Rencontres d'Arles, Al Bello a Tyler Hicks.
- Cena Higašikawy – | Rosemary Laing, Lieko Šiga, Mari Katajama, Acuši Okujama, Juniči Ota
- Cena za fotografii Ihei Kimury – pravděpodobně skončila
- Cena Kena Domona – Satoshi Takahashi
- Cena Nobua Iny – Ai Iwane – KIPUKA
- Cena Džuna Mikiho – pravděpodobně skončila
- Cena inspirace Džuna Mikiho – pravděpodobně skončila
- Prix Paul-Émile-Borduas – Luc Courchesne
- Fotografická cena vévody a vévodkyně z Yorku – ?
- Národní fotografická cena Španělska – Montserrat Soto[22]

- Hasselblad Award – Daidó Morijama
- Švédská cena za fotografickou publikaci –

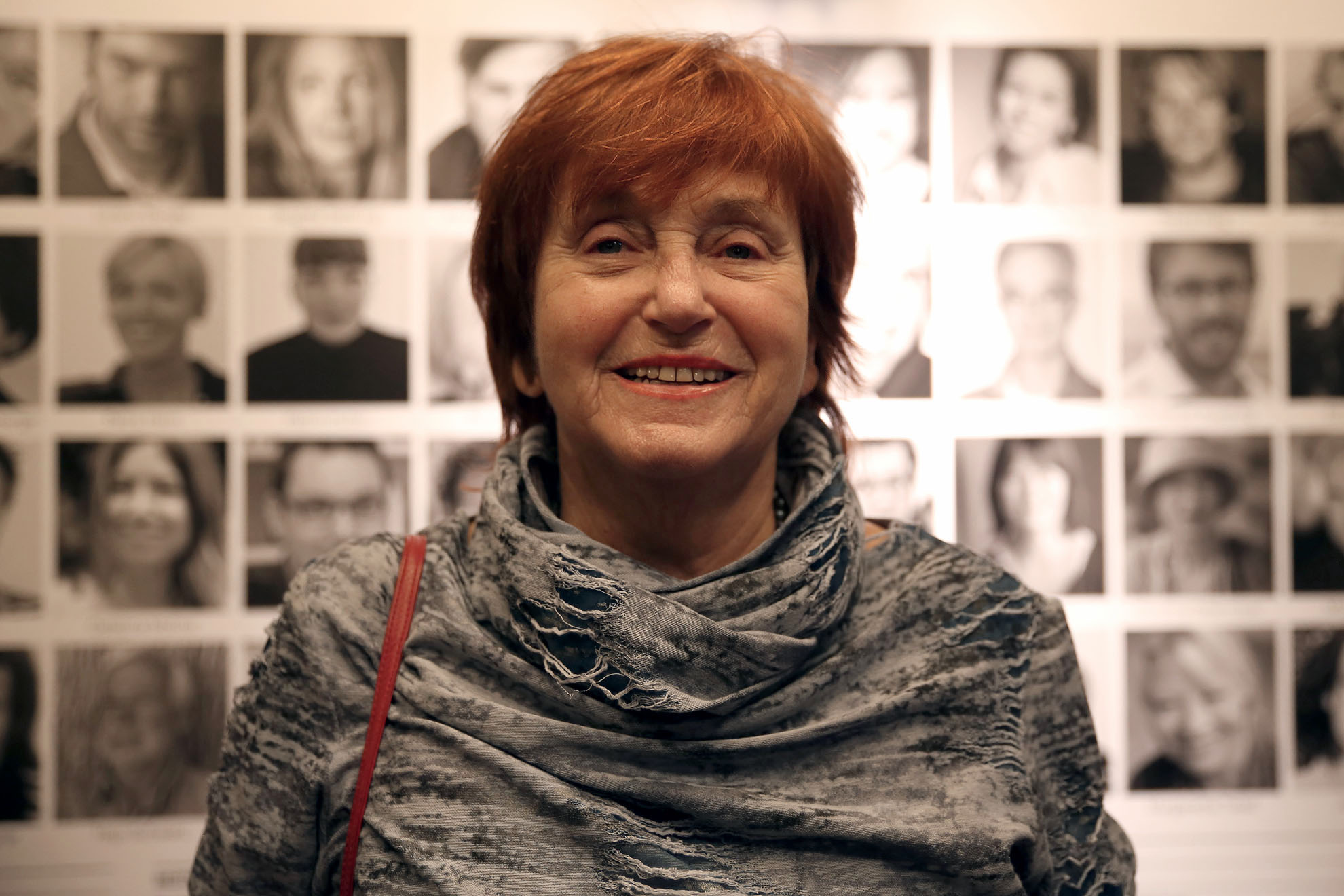
Cenu Roswithy Haftmann 2019 získala Valie Export

- Cena Roswithy Haftmann – Valie Export[23]
- Prix Pictet –

## Velké výstavy
Přehled vybraných významných výstav:
- Markéta Luskačová, Tate Britain, Londýn, Velká Británie, 16. ledna – 12. května 2019.[24]

- The Body Observed: Magnum Photos[25], výstava členů Magnum Photos, autoři: Eve Arnoldová, Philippe Halsman, Werner Bischof, Cristina García Rodero, Bruce Gilden, Alec Soth, Susan Meiselasová, Antoine d'Agata, Alessandra Sanguinetti, Miguel Rio Branco, ... Sainsbury Centre for Visual Arts, University of East Anglia, Norwich (Royaume-Uni), 23. března – 30. června 2019.
- Winter in Swiss Photography, fotografie autorů jako jsou Albert Steiner, Sabine Weissová, René Groebli, Guido Baselgia, René Burri, Werner Bischof, Arnold Odermatt, ... galerie Bildhalle, Paracelsus Forum, Svatý Mořic (Švýcarsko).[26]
- Lust for Life – Ed van der Elsken, Musée de la photographie des Pays-Bas, Rotterdam.
- A Dark Thread, Henry Wessel junior, Maison européenne de la photographie, Paříž.[27]

- Henri Cartier-Bresson: Chine 1948–1949 | 1958, Fondation Henri Cartier-Bresson, 15. října 2019 – 2. února 2020.

## Významná výročí

### Výročí narození
- 21. února – Věra Gabrielová, česká herečka a fotografka († 12. prosince 2002)
- 4. srpna – Viktor Richter, český dokumentární fotograf
- 7. srpna – Ladislav Sitenský, český fotograf († 14. listopadu 2009)
- 28. srpna – Harold Corsini, americký fotograf († 1. ledna 2008)
- 10. září – Josef Illík, český fotograf a kameraman († 21. ledna 2006)
- 24. září – Staša Fleischmannová, česká fotografka a autorka vzpomínkové literatury († 30. ledna 2020)
- 27. září – Karel Ludwig, český fotograf († 4. června 1977)

zahraničí
- 14. března – Dickey Chapelle, americká válečná fotožurnalistka († 1965)
- 7. října – René Basset, francouzský fotograf
- 4. prosince – John Stewart, anglický fotograf tvořící ve Francii a v USA († 10. března 2017)[28]
- ? – Martha McMillan Roberts, americká fotografka († 1992)
- ? – André Gamet, francouzský reportážní fotograf († 17. března 2017)

### Výročí úmrtí
- 13. srpna – Josef Klvaňa, přírodovědec, etnograf, pedagog a fotograf (* 22. ledna 1857)
- 27. června – Karl Emil Ståhlberg, finský fotograf a filmový producent (* 30. listopadu 1862)
- ? – Kristen Feilberg, dánský fotograf (* 26. srpna 1839)
- ? – Georges Ancely, francouzský fotograf (* 1847)

## Úmrtí v roce 2019

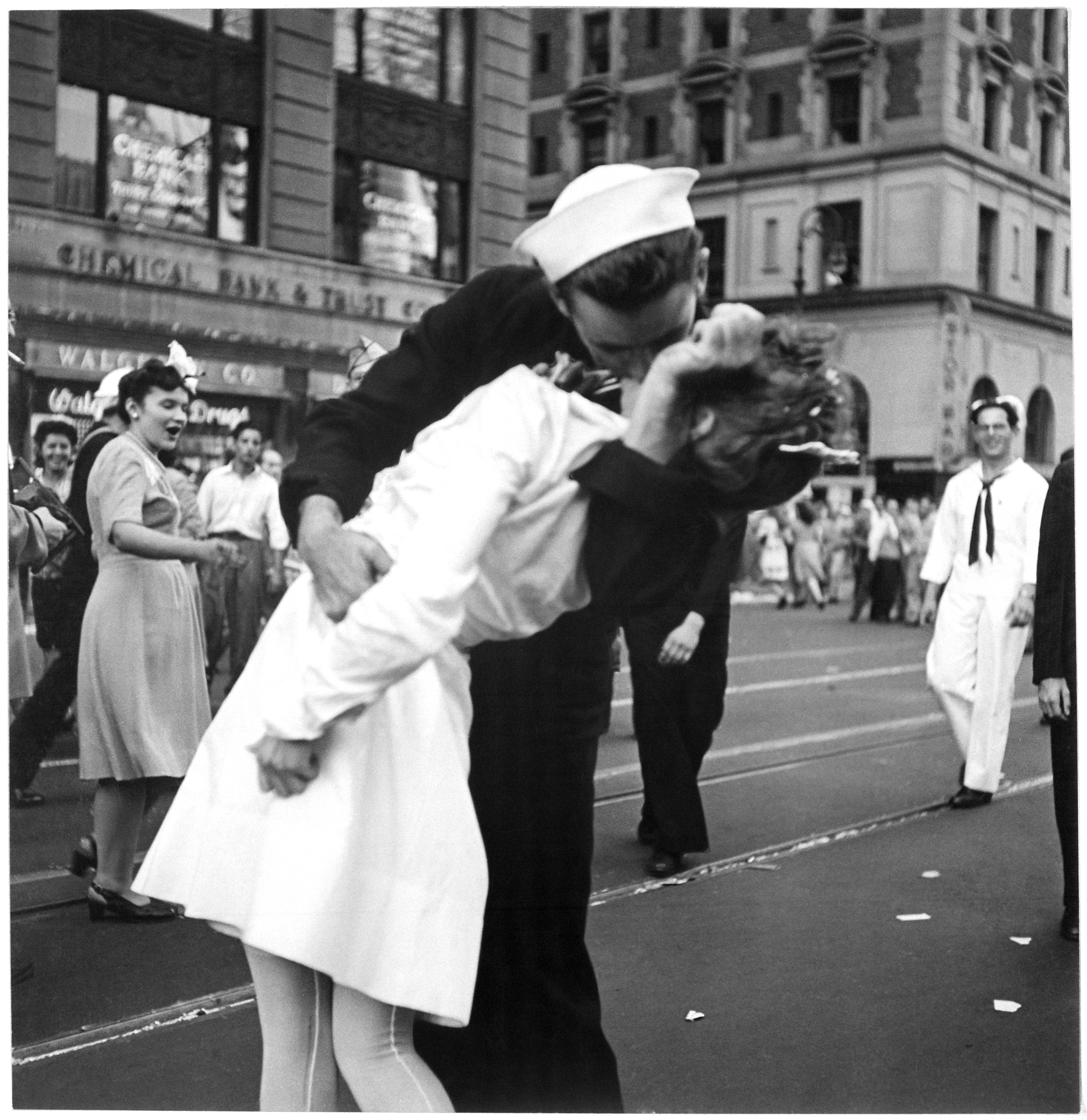
Den vítězství na Times Square, jak jej zachytil Victor Jorgensen. Líbající námořník George Mendosa zemřel 17. února 2019.

- 3. ledna – Jean Revillard, 51, švýcarský fotožurnalista, srdeční příhoda.[29]
- 7. ledna – Jiří Stöhr, 79 let, český kameraman, fotograf a cestovatel, účastník Expedice Lambaréné[30]
- 10. ledna – Ross Lowell, 92, americký fotograf a vynálezce systému studiového svícení a gafferové pásky.[31]
- 11. ledna – Walter Chandoha, 98, americký fotograf.[32]
- 15. ledna – Miloš Fikejz, 59, český filmový publicista, encyklopedista a fotograf, leukémie.[33]
- 23. ledna – Jonas Mekas, 96, americký filmový režisér původem z Litvy (Walden, Reminiscences of a Journey to Lithuania, As I Was Moving Ahead Occasionally I Saw Brief Glimpses of Beauty), básník a fotograf.[34]
- 30. ledna – Šigeiči Nagano, 93, japonský fotograf, selhání ledvin.[35]
- 5. února – Alena Lábová, česká fotografka, novinářka a vysokoškolská učitelka (* 28. července 1950)
- 8. února – Georg Gerster, 90, švýcarský novinář a průkopník letecké fotografie.[36]
- 7. února – Per Olov Jansson, 98, finský fotograf.[37]
- 9. února – Guy Webster, 79, americký fotograf celebrit (The Doors, The Beach Boys, The Rolling Stones), cukrovka, rakovina jater.[38]
- 17. února – George Mendosa, 95, americký námořník líbající dívku z legendární fotografie Den vítězství na Times Square Alfreda Eisenstaedta.[39]
- 19. února – Karl Lagerfel, německý módní návrhář a fotograf, 85, rakovina.[40]
- 27. února – Luděk Švorc, 78, český fotograf.
- 2. března – Yannis Behrakis, 58, řecký fotožurnalista, rakovina.[41]
- 7. března – Issei Suda, 78, japonský fotograf.[42]
- 14. března – Jan Šplíchal, 89, český portrétní fotograf, autor fotomontáží.[43]
- 16. března – Marie-Loup Sougezová, francouzská fotografka, průkopnická historička fotografie ve Španělsku a autorka zásadního díla pro studium fotografie (* 1930)
- 29. března – Ed Westcott, 97, americký fotograf (Projekt Manhattan).[44]
- 29. března – Renzo Tortelli, 92, italský fotograf.[45]
- 29. března – Agnès Varda, 90, francouzská filmová režisérka, scenáristka, dokumentaristka a fotografka.[46]
- 29. března – Jon Østeng Hov, 83, norský fotograf a spisovatel.[47]
- 4. dubna – František Kressa, 67, český fotograf.[48][49]
- 20. dubna – Galina Kmit, 87, ruská fotografka.[50]
- 21. dubna – Doreen Spooner, 91, britská fotografka.[51]
- 24. dubna – Michael Wolf, 64, německý fotograf působící v Hongkongu a Paříži.[52]
- 19. května – Bogdan Konopka, 65, polský fotograf.[53]
- 21. května – Rosław Szaybo, 85, polský malíř, fotograf a designér obalů alb, rakovina plic.[54]
- 1. června – Romek Hanzlík, 57, český hudební manažer, kytarista a fotograf.[55]
- 12. července – Stéphanie Windischgrätzová, 79, rakouská princezna a fotografka.[56]
- 13. července – Ida Wyman, 93, americká fotografka.[57]
- 7. srpna – Barbara Crane, 91, americká fotografka.[58]
- 18. srpna – Karel Kuklík, 82, český fotograf, spoluzakladatel skupiny Český dřevák.[59]
- 18. srpna – Lene Marie Fossen, 33, norská portrétní fotografka, která od deseti let trpěla mentální anorexií. O jejím životě a tvorbě vznikl dokumetární film Autoportrét (* 22. října 2019)
- 24. srpna – David Akiba, 78, americký fotograf.[60]
- 27. srpna – Leopoldo Pomés, 87, španělský fotograf a publicista.[61]
- 28. srpna – Steve Hiett, 79, anglický módní fotograf.[62]
- 3. září – Peter Lindbergh, 74, německý módní fotograf (Stern, Vogue, Rolling Stone) a filmový režisér.[63]
- 5. září – Charlie Cole, 64, americký fotožurnalista, vítěz World Press Photo of the Year 1989 za snímek Muž před tankem, sepse.[64][65]
- 9. září – Fred Herzog, 88, kanadský fotograf.[66]
- 9. září – Robert Frank, 94, švýcarsko-americký fotograf (kniha The Americans) a filmový dokumentarista (Cocksucker Blues).[67]
- 16. září – Luigi Colani, 91, německý průmyslový designér, který navrhl zrcadlovku Canon T90.[68]
- 5. října – Sally Soames, 82, anglická fotografka.[69]
- 6. října – Stuart Heydinger, 92, britský fotožurnalista.[70]
- 7. října – Harvey Benge, 75, novozélandský fotograf.[71]
- 8. října – Eduard Admetlla i Lázaro, 95, španělský potápěč, designér a fotograf.[72]
- 9. října – Jill Freedmanová, 79, americká fotografka, rakovina.[73]
- 18. října – Volker Hinz, 72, německý fotograf.[74]
- 7. listopadu – Robert Freeman, 82, britský fotograf známý fotografiemi kapely Beatles (With the Beatles, A Hard Day's Night, Rubber Soul) a grafický designér.[75]
- 11. listopadu – Alan Hagman, 55, americký fotožurnalista a editor (Los Angeles Times).[76]
- 15. listopadu – Vojtěch Jasný, 93, česko-americký scenárista, filmový režisér, fotograf a pedagog[77]
- 16. listopadu – Terry O'Neill, 81, britský fotograf, rakovina prostaty.[78]
- 12. prosince – Gunnar Smoliansky, 86, švédský fotograf.[79]
- 26. prosince – Jean-Louis Swiners, 84, francouzský fotograf (* 1. dubna 1935).[80]
- ? – Hilda Misurová-Diasová, česká fotografka a manželka fotografa Pavla Diase (* 12. února 1940 – 18. června 2019)
- ? – Helena Wilsonová, česká fotografka a pedagožka (15. srpna 1937 – 14. srpna 2019)
- ? – Jean-Maurice Rouquette, francouzský historik specializující se na starověkou a románskou architekturu Provence a zakladatel fotografického festivalu  Rencontres d'Arles (28. července 1931 – 22. ledna 2019)[81][82][83]
- ? – Irena Elgasová-Markiewiczová, polská výtvarnice, reportážní fotografka, dokumentaristka, členka Svazu polských uměleckých fotografů, dokumentace hradů (* 14. října 1921 – 16. října 2019)